# Linthwaite
Linthwaite är en ort i unparished area Colne Valley, i distriktet Kirklees, Storbritannien. Den ligger i grevskapet West Yorkshire och riksdelen England, i den centrala delen av landet, 260 km nordväst om huvudstaden London. Linthwaite ligger 190 meter över havet och antalet invånare är 3 835. Marsden var en civil parish 1898–1937 när blev den en del av Colne Valley och Huddersfield. Civil parish hade 9 688 invånare år 1931.
Terrängen runt Linthwaite är kuperad västerut, men österut är den platt. Runt Linthwaite är det tätbefolkat, med 947 invånare per kvadratkilometer. Närmaste större samhälle är Huddersfield, 5,1 km nordost om Linthwaite. Trakten runt Linthwaite består i huvudsak av gräsmarker.